# زبان گرجی
زبان گُرجی (به گرجی: ქართული ენა، کارْتولی اِنا) زبان مردم گرجی و زبان رسمی کشور گرجستان بوده و جزو زبان‌های قفقازی هست. این زبان یکی از ده زبانیست که بیشترین قدمت را داشته و تا امروز نیز تکلم می‌شود.
زبان گرجی یکی از زبان‌های قفقازی و از خانوادهٔ زبان‌های کارتولی می‌باشد. این زبان با خط گرجی نوشته می‌شود که یکی از ۱۶ سامانه نوشتاری موجود در جهان است.
قدیمی‌ترین کتیبهٔ کشف شده از زبان گرجی، نوشته شده به نخستین الفبای گرجی (آسومتاورولی) مربوط به سدهٔ یکم پیش از میلاد مسیح است.
این زبان علاوه بر گرجستان در بخش‌هایی از آذربایجان، شمال شرق ترکیه و در استان اصفهان ایران در شهرهای فریدون‌شهر و بوئین میاندشت و همچنین چند روستای این دو شهرستان تکلم می‌شود.

## زبان گرجی
زبان گرجی در شمار زبان‌های قفقازی است و زبان‌های قفقازی به آن دسته از زبان‌ها گفته می‌شود که در منطقهٔ قفقاز بین دریای سیاه و دریای خزر با آن ارتباط برقرار می‌شود.
زبان‌های قفقازی را از دیدگاه طبقه‌بندی منطقه‌ای می‌توان به سه دسته تقسیم کرد:
1. منطقهٔ شمال غربی قفقاز که شامل زبان‌های قفقازی شمال غربی می‌شود.
2. منطقهٔ شمال شرقی قفقاز که شامل زبان‌های ناخوداغستانی می‌شود.
3. منطقهٔ جنوب قفقاز که شامل زبان‌های کارتولی می‌شود.

گروه کارتولی شامل زبان‌های: گرجی، مگرلی، لازی و سوانی است. زبان گرجی به زبان ادبی و علمی از زبان‌های کارتولی گفته می‌شود و زبان رسمی کشور گرجستان می‌باشد.

## خط گرجی
خط گرجی یکی از قدیمی‌ترین سامانه‌های نوشتاری در جهان است. با استناد به کتاب باستانی «سرگذشت کارتلی»، خط گرجی به وسیلهٔ پارناواز یکم پادشاه گرجستان باستان اختراع شده‌است.
یکی از قدیمی‌ترین سنگنبشته‌های گرجی به وسیلهٔ کوربو باستان‌شناس ایتالیایی در فلسطین کشف شده‌است و تاریخ کتابت آن در حدود سال ۴۳۳ میلادی تعیین گردیده‌است؛ و یکی دیگر از قدیمی‌ترین سنگنبشته‌های گرجی بر دیوار کلیسای بولنیسی واقع در جنوب گرجستان وجود دارد و تاریخ کتابت آن به سال ۴۹۲ میلادی تخمین زده شده‌است. در اکتشافات اخیر در ایالت کاختی گرجستان نیز اشیایی به دست آمده‌است که در حدود ۱ سده پیش از میلاد مسیح بر روی آن‌ها جملات کوتاهی با الفبای گرجی نوشته شده‌است.
| ლ | კ | ი | თ | ზ | ვ | ე | დ | გ | ბ | ა |
| ქ | ფ | უ | ტ | ს | რ | ჟ | პ | ო | ნ | მ |
| ჰ | ჯ | ხ | ჭ | წ | ძ | ც | ჩ | შ | ყ | ღ |

### الفبای کنونی گرجی
الفبای گرجی نتیجهٔ تطور الفبایی است که از قرون وسطی در گرجستان رایج بود. الفبای گرجی دارای ۳۳ حرف است که به صامت و مصوت تقسیم می‌شود. در زبان گرجی ۵ مصوت (ა–ე–ი–ო–უ) و ۲۸ صامت وجود دارد و از چپ به راست نوشته می‌شود.

## خوشنویسی گرجی
روش‌های خوشنویسی گرجی دارای صدها سال سابقه هستند. کتاب‌های دست‌نویس گرجی متعلق سده‌های اولیه میلادی، از گنجینه‌های ملی و فرهنگی گرجستان به‌شمار می‌آیند. مسیحیت در ادبیات گرجی نقشی مهم داشته‌است و این راهبان کلیسای ارتدکس گرجی بوده‌اند که با نسخه‌برداری کتب مذهبی و نوشتن تاریخ گرجستان، خوشنویسی و خط گرجی را نگاه داشته‌اند.

## نمونه زبانی
ماده یک اعلامیه جهانی حقوق بشر:
به زبان گرجی:
ყველა ადამიანი იბადება თავისუფალი და თანასწორი თავისი ღირსებითა და უფლებებით. მათ მინიჭებული აქვთ გონება და სინდისი და ერთმანეთის მიმართ უნდა იქცეოდნენ ძმობის სულისკვეთებით.
آوانگاری لاتین:
q'vela adamiani ibadeba tavisupali da tanasts'ori tavisi ghirsebita da uplebebit. mat minich'ebuli akvt goneba da sindisi da ertmanetis mimart unda iktseodnen dzmobis sulisk'vetebit.
ترجمه به فارسی:
همهٔ افراد بشر آزاد به دنیا می‌آیند و حیثیت و حقوق‌شان با هم برابر است. همهٔ آنها اندیشه و وجدان دارند و باید در برابر یکدیگر با روح برادری رفتار کنند.